# Pilota valenciana

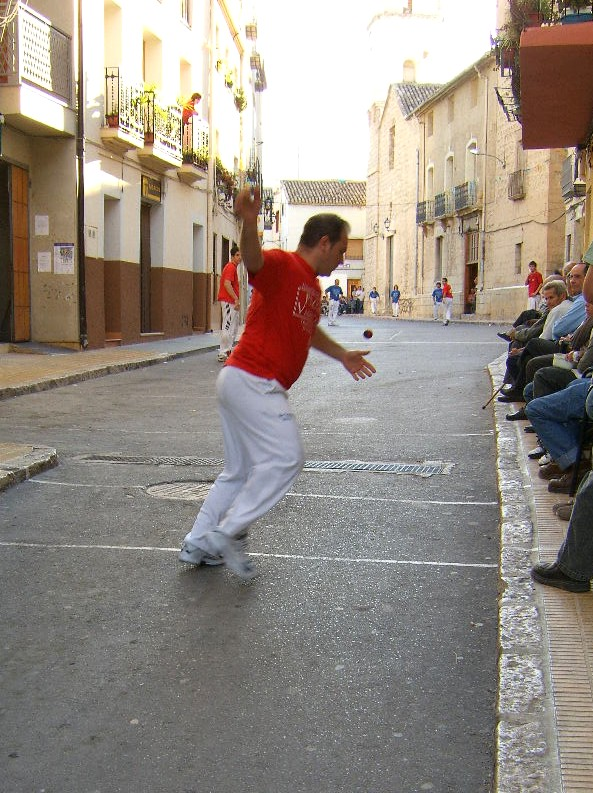
Partida de llargues a Sella (Marina Baixa)

La pilota valenciana és l'esport de pilota autòcton dels Països Catalans, concretament del País Valencià. Dos jugadors o equips front a front competeixen a llançar-se una pilota amb la mà sota determinades regles, depenent de la modalitat, tals com que la pilota passe per sobre d'una corda o avance unes ratlles en terra.
Tot i que normalment se la coneix simplement com a Pilota, s'anomena Pilota valenciana per distingir-la d'altres jocs de pilota, com la pilota basca, que es juga normalment contra un mur. Sota aquest nom genèric hi ha tot un seguit de modalitats que es diferencien segons la pilota amb què es juga, el recinte de joc o les comarques en què es practiquen.
Excepte en el cas del frontó, totes les modalitats de la pilota valenciana es caracteritzen pel fet que els jugadors estan acarats, separats per una corda o unes ratlles en terra, i han de colpejar la pilota amb la mà (que durà unes proteccions segons el tipus de pilota). En general, s'hi pot jugar al carrer (Galotxa, Llargues, i Raspall), o en un trinquet (Escala i corda i Raspall).

## Història

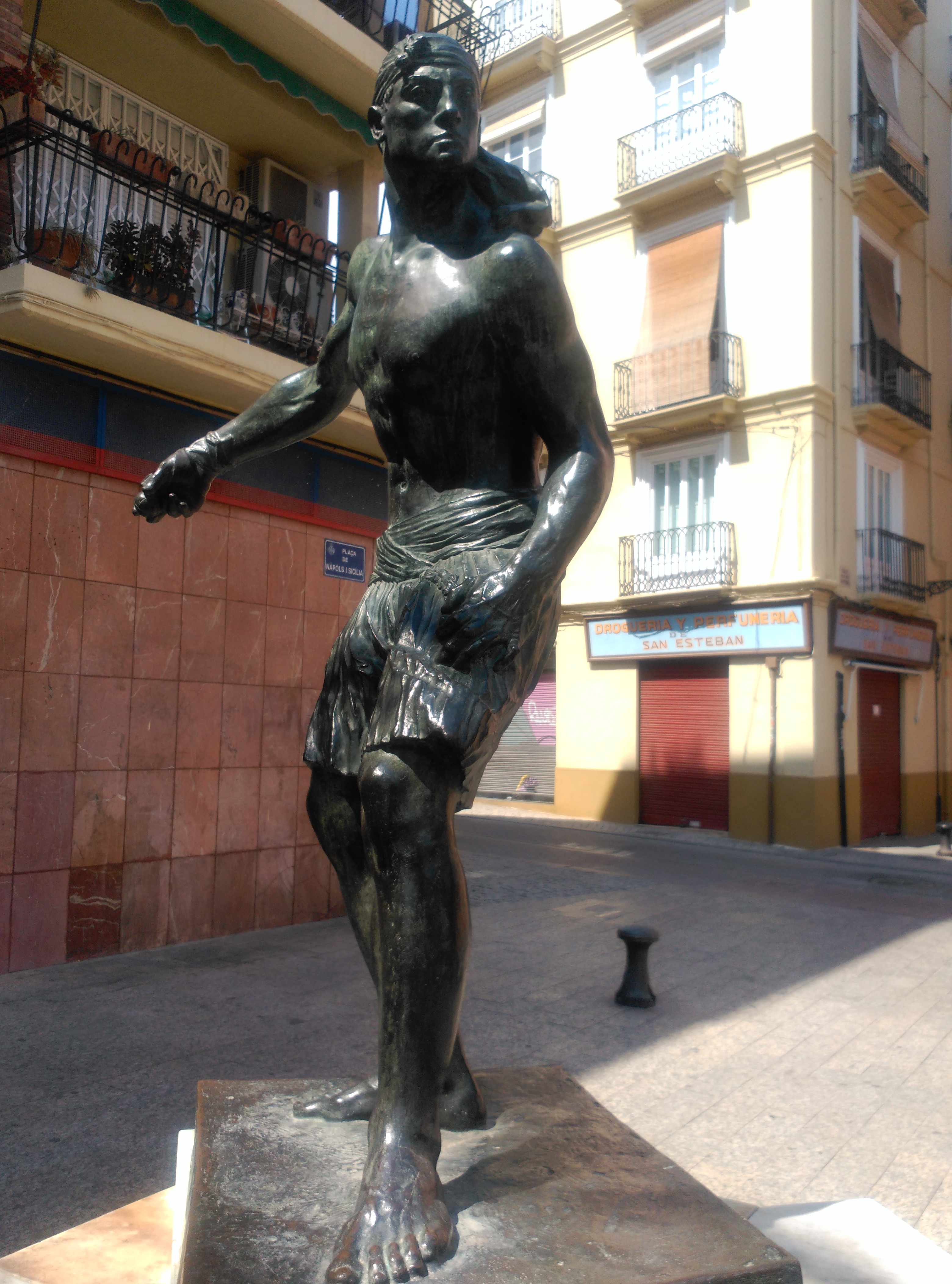
El traure, escultura d'Ignasi Pinazo Martínez en homenatge a la pilota valenciana. Aquesta còpia d'un original de 1915 es troba a la plaça de Nàpols i Sicília de la ciutat de València.

No se sap del cert l'origen de la pilota valenciana, tot i que hom el relaciona amb la feninde grega, el jeu de paume medieval francès, del qual derivarien també altres jocs de pilota, com la pilota basca o irlandesa, i les modalitats "a ratlles" d'arreu d'Europa (kaatsen, longue paume, pallone, ...), així com altres esports amb eina, com el tennis.
La modalitat més antiga són les Llargues, de la qual deriven variants com la perxa o la pilota grossa, que, al seu torn, dona lloc a les galotxetes i la galotxa, la qual és la passa prèvia a l'escala i corda, la modalitat més prestigiada avui en dia. Per altra banda, el raspall, l'altra modalitat professional, també perdé la manera de fer els punts "a ratlles". Cas a banda és el del frontó i els frares, les úniques modalitats de joc indirecte, çò és, que la pilota ha de colpejar contra una paret.
Hi ha constància de la pràctica de la pilota als carrers de València ja al segle xiv, i al segle xvi hi hagué fins a 13 trinquets. El fet que en el moment de disputar-se una partida fóra impossible el trànsit per alguns carrers, i l'ús de paraules malsonants portarien a diverses prohibicions, la primera el 14 de juny de 1391. La prohibició va ser contestada amb protestes. També a Castelló n'hi hagueren prohibicions. Tanmateix, cap d'aquestes no va tenir cap efecte pràctic, i fins al segle xviii se'n troben testimonis de noves prohibicions.
El joc, però, s'esllanguí i fou abandonat per les classes altes, quedant només com a esport per les classes baixes, les quals el mantingueren als pobles. Fou un llarg abandó i dessenteniment que quasi el feu oblidar amb l'arribada del futbol i els cotxes als carrers.
El suport dels mitjans de comunicació, especialment les retransmissions de Punt Dos, i el carisma d'un pilotari mític, Paco Cabanes, el Genovés, facilitaren un cert reviscolament recolzat per la Federació de Pilota Valenciana, la qual organitza manta de campionats per aficionats i la participació de la Selecció valenciana a les competicions internacionals. Per altra banda, la pràctica professional de la pilota s'ha dignificat amb l'aparició de l'empresa Val Net.
El 2010 s'inaugurà una primera fase de la Ciutat de la Pilota a Montcada (Horta Nord) amb un espectacular trinquet amb capacitat per a 1.500 espectadors i disseny amb vidre que permetria la modernització de les transmissions televisives.

## Instal·lacions

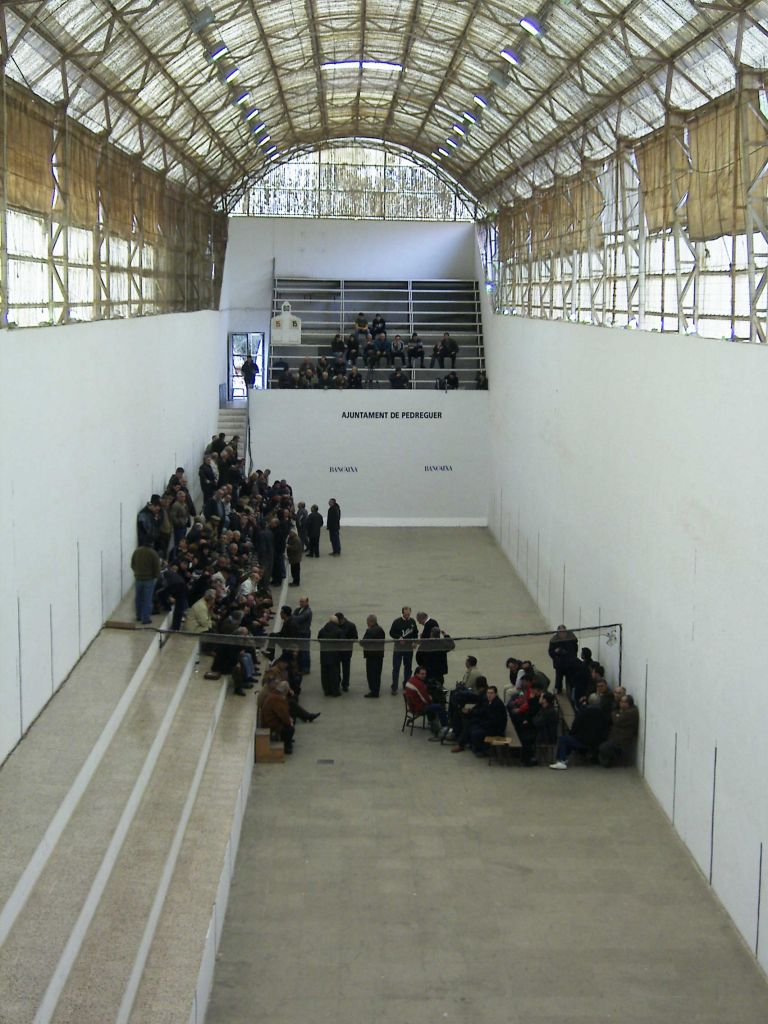
Trinquet per jugar a Escala i corda vist des de la galeria del dau

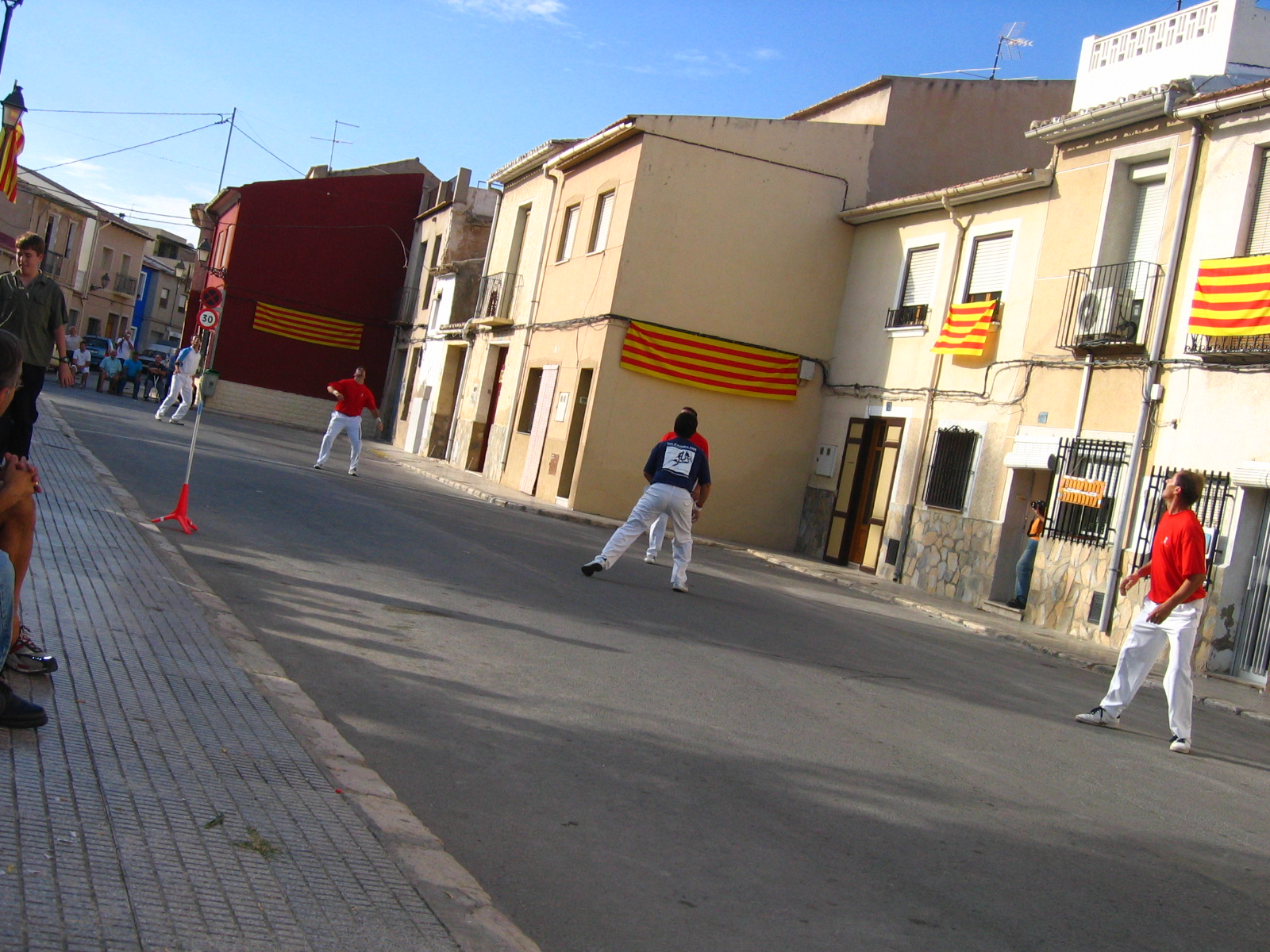
Partida de llargues en un carrer de Sant Joan d'Alacant (l'Alacantí)

Cada modalitat de pilota valenciana té una canxa de joc determinada o preferida:
- Carrer: Tradicionalment s'han disputat partides en el carrer, comptant cada poble amb un carrer especialment adequat. Aquest carrer ha de ser llarg i ample, i que permeta jugar sense obstacles (i els que hi haja seran aprofitats). Amb l'augment del trànsit es va dificultar aquesta pràctica, motiu pel qual alguns pobles han construït carrers artificials que imiten els detalls dels autèntics, tals com finestres, balcons o portes. És molt prestigiat el Carrer de pilota de Meliana. Al carrer es juga a Galotxa, Llargues i Raspall.

- Frare: És un frontó de 30 m de llargària per 8 m d'amplària tancat per les quatre parets. Es caracteritza pels bisells verticals a totes dues cantonades del frontis, anomenats frares, que permeten rebots inesperats.

- Frontó: La canxa del frontó consisteix en 3 parets: Un frontó de 9 d'ample per 10 d'alçària, una muralla de la mateixa alçària que el frontó i entre 20 i 30 metres de llarg i amb una paret de rebot de 5 metres com a mínim. El costat de la dreta està obert per permetre situar al públic. Està guanyant popularitat en els últims temps a causa de la dificultat de disputar partides en el carrer i a la manca de trinquets. Semblant al frontó basc però amb una llargària menor.

- Galotxes: Només a la comarca del Vinalopó Mitjà es troben aquests recintes de 20 m de llarg per 3.5 d'ample per jugar la modalitat de Galotxes. Compta amb una corda central destensada i quatre caixons (forats) en els cantons de la canxa.

- Trinquet: És un recinte tancat de forma rectangular d'entre 40 i 65 m de llarg i entre 9 i 11 m d'ample. Les dues parets més llargues, denominades muralles, tenen una alçada pareguda a l'ample del recinte. Una de les dues muralles compta amb un element singular, l'escala, quatre esglaons on seu el públic. S'hi juga al Raspall i a Escala i corda. Els primers trinquets documentats ja són esmentats a la València del segle xv, i el més antic dempeus és el Trinquet de l'Abdet, del segle xviii. Un dels més prestigiosos és el Trinquet de Pelayo (a València).

## Modalitats
Existeixen diverses modalitats de pilota valenciana encara que es poden dividir en dos grans blocs, estil directe i estil indirecte:

### Estil directe
En l'estil directe els equips estan encarats i s'han d'enviar la pilota d'una meitat del camp a l'altra.
Per ordre alfabètic, les modalitats reconegudes per la Federació de Pilota Valenciana són:

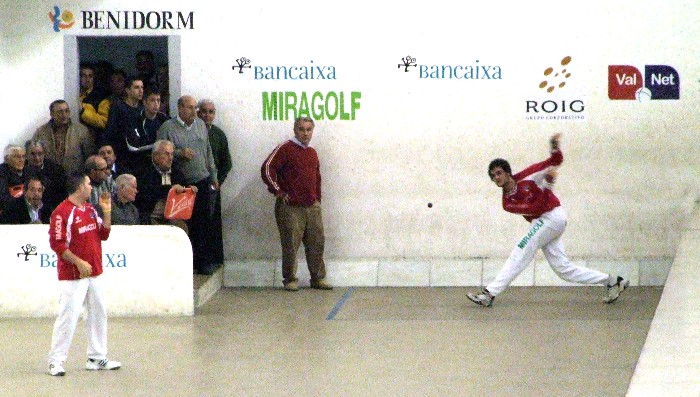
Escala i corda

- Escala i corda: Practicada en els trinquets amb una corda de vora 2 m al mig de la canxa que separa els dos camps i per damunt de la qual ha de passar la pilota, i que li dona una especial dificultat tècnica. Juntament amb el Raspall, compta amb jugadors professionals.[1]
- Galotxa: Similar a l'escala i corda però jugant-se al carrer (natural o artificial).[1]
- Galotxes: Aquesta modalitat es juga en la galotxeta, una xicoteta canxa entre un o dos jugadors per equip. Es disputa a l'aire, aconseguint-se un 'quinze' cada volta que la pilota del rival toca o no aconsegueix passar la corda o s'introdueix la pilota en un dels caixons (forats als cantons de la galotxeta) del rival.[1]
- Llargues: Sembla que és la modalitat més antiga, es juga al carrer, i té com a característica (que les altres modalitats han perdut) l'existència de les ratlles, una mena de meitat del camp mòbil. Té variants com la Palma i la Perxa. Per ser la més propera a l'origen comú ha servit de base per reglamentar el Joc internacional dels Campionats Internacionals de Pilota.[1]
- Màdel: variant de les galotxetes adaptada a les canxes de pàdel.[8][1]
- Pilota blanca: Modalitat practicada a l'Horta Nord, avui en dia reivindicada per les Falles de València.[1]
- Pilota grossa: Modalitat només jugada a l'Abdet i a Parcent, precursora de les Galotxetes. Consisteix a jugar a les Llargues en un trinquet.[1]
- Raspall: És l'altra modalitat, a més de l'Escala i corda, que compta amb jugadors professionals. Es juga en trinquet o al carrer, i el nom ve del fet que el pilotari ha de raspar el terra amb la mà per tornar la pilota, per què sovint hi va rodant. És la modalitat més dura físicament.[1]

### Estil indirecte
En l'estil indirecte els dos equips comparteixen canxa i s'enfronten llançant la pilota contra un element (mur), anomenat frontó. Després que la pilota rebote li toca a l'equip contrari.
Per ordre alfabètic, les modalitats reconegudes per la Federació de Pilota Valenciana són:
- Frare: Cada jugador colpeja la pilota de manera alterna havent d'impactar aquesta en el frontis per damunt d'una ratlla situada a una alçada de 90 cm i botant dintre dels límits establerts en la canxa. Aquesta modalitat compta amb unes regles similars a les del Frontó, però en una canxa lleugerament diferent: dimensions un poc menors i amb dos bisells, coneguts com a frares en els cantons del frontis que permeten que la pilota faça efectes estranys quan impacte en ells.[1]
- Frontó: Aquesta modalitat es diferencia del frontó basc en les dimensions (més curtes) de la canxa i les característiques de la pilota (més ràpida). Existeix una versió utilitzada en campionats amb participants d'altres països anomenat frontó internacional.[1]

### Història de les modalitats

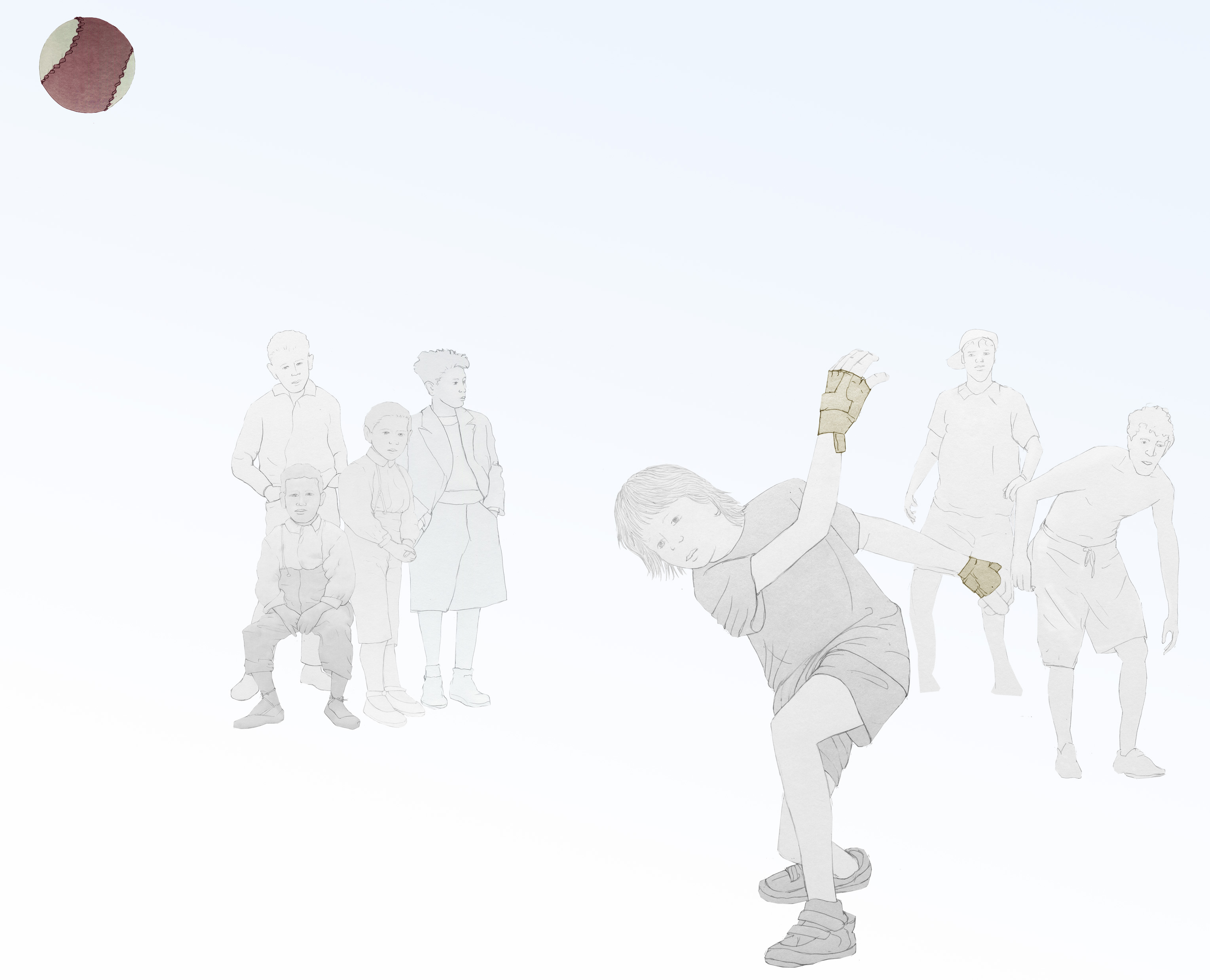
Xiquet jugant amb una pilota tradicional feta de pell d'ovella i farcida de borra.

Les llargues són la modalitat més antiga de la pilota valenciana, jugada arreu del País (o substituïda per una altra variant en temps recents), nogensmenys, tots els documents que esmenten la pilota coincideixen que era jugada al carrer i pel sistema de les "ratlles", meitats del camp disparelles i mòbils al llarg de la partida.
De les llargues s'hauria escindit la modalitat del raspall, la qual no empra les ratlles però tampoc té separació palesa de la canxa de joc.
La corda al mig del carrer o trinquet és una invenció atribuïda al Nel de Murla als voltants del 1910. D'aquesta manera s'evitaven les discussions sobre la col·locació exacta de cada ratlla i s'afavoria un joc més vistós, en haver de passar la pilota per sobre la corda. Tot i que de modalitats amb la corda al mig i amb ratlles ja n'hi havia, com a mínim, des del s.XVIII, com la Pilota grossa jugada al Trinquet de l'Abdet. Les Galotxetes, però, perderen les ratlles.
Una variant de les llargues, la Perxa, en què la treta es fa passant la pilota sobre una corda i caient en un espai limitat (el "dau"), per després jugar a les ratlles, donaria pas a la galotxa, amb la corda de treta i la del mig camp. I alhora, la galotxa seria la passa prèvia a l'escala i corda, en què només resta la corda al mig del trinquet.
Cas a banda és el frontó, del qual es tenen les primeres notícies a finals del segle xix de mans de pilotaris bascos. L'origen dels frares (una mena de frontó) de 3 parets no és encara cert.
El màdel és la modalitat més recent, originada l'any 2006 en els entrenaments conduïts per Toni Astorgano en la Universitat de València en canxes de pàdel per la falta d'una instal·lació específica, i promoguda l'any 2013 pels raspallers Vicente Jesús Marrahí, Guillem i Ricard Sentandreu amb l'organització del primer campionat amb regles específiques.

## Material de joc

### Vestimenta
En la pilota valenciana els jugadors no duen cap uniforme, sinó que vesteixen de roig o de blau, essent el roig el color de l'equip teòricament més fort. Aquesta diferenciació sembla feta pels apostadors.
Fins no fa gaires anys en l'Escala i corda era costum vestir de blanc, çò és, pantalons llargs i samarreta blancs, amb una faixa del color corresponent. Avui en dia, amb la introducció de la televisió, són les samarretes de color roig o blau les que diferencien l'equip del jugador. Així mateix, no és estrany veure-hi reclams publicitaris estampats.
En el raspall, els pantalons són curts, ja que els llargs destorben en els freqüents moviments d'agenollar-se per raspar la pilota en terra.

### Pilotes
Després del mateix jugador, la pilota és el factor determinant de les partides. Depenent de la modalitat que es jugue s'utilitzarà una mena de pilota o una altra. A més, el jugador o equip que està en el dau (o té la treta) pot canviar de pilota per adir-se als seus interessos del moment (una pilota més ràpida, una altra de bot més curt, etcètera).

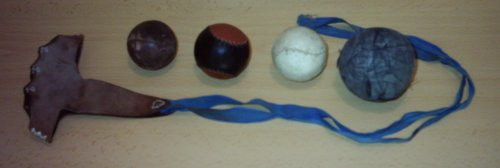
D'esquerra a dreta, una pilota de vaqueta, de badana, de tec i de galotxetes. A sota, un guant

- Pilota de vaqueta: Aquest és el tipus de pilota obligatori en l'Escala i corda, el Raspall i la Galotxa. Rep aquest nom per estar feta de pell de bou. Les actuals mesures reglamentàries per adults són 42 mm de diàmetre, 138 mm de circumferència, i entre 42 i 48 grams de pes.

- Pilota de badana: És la utilitzada en les modalitats de carrer Llargues i Galotxa. Atès el terreny de joc, és fàcil perdre la pilota o que caiga en un balcó o terrat, però com que les pilotes de badana són molt barates això no és cap problema. A més, els carrers són plens d'irregularitats que causen efectes estranys en el bot de la pilota, sorpreses que són esmorteïdes per la mateixa pilota de badana, de cop més suau i, per tant, més emmotllable. Un altre motiu per utilitzar pilotes de badana és la seua menor duresa i velocitat, que les fan més adients pels jugadors aficionats. Aquestes pilotes estan formades per una cobertura de pell assaonada d'anyell o d'ovella, per això el nom de "badana", molt més suau que la vaqueta, i farcides de draps.

- Pilota de tec: Utilitzada exclusivament als frontons valencians. Estan fetes de pell de cabra, de color blanc, més dures i pesants que les de badana, i més grosses que les de vaqueta (48-50 grams i 5 cm de diàmetre).

- Pilota de galotxes: A la modalitat jugada al Vinalopó Mitjà es juga amb unes pilotes pròpies i úniques. Són pilotes farcides amb roba i recobertes amb esparadraps, d'un pes aproximat de 60 grams i d'uns 7 cm de diàmetre.

- Pilota grossa: Al Trinquet de l'Abdet es juga a Pilota grossa, té un pes de 125gr., un diàmetre de 7cm i una circumferència de 25cm. Feta amb un nucli de fusta, farcida amb draps i pell de cabra.

### Proteccions

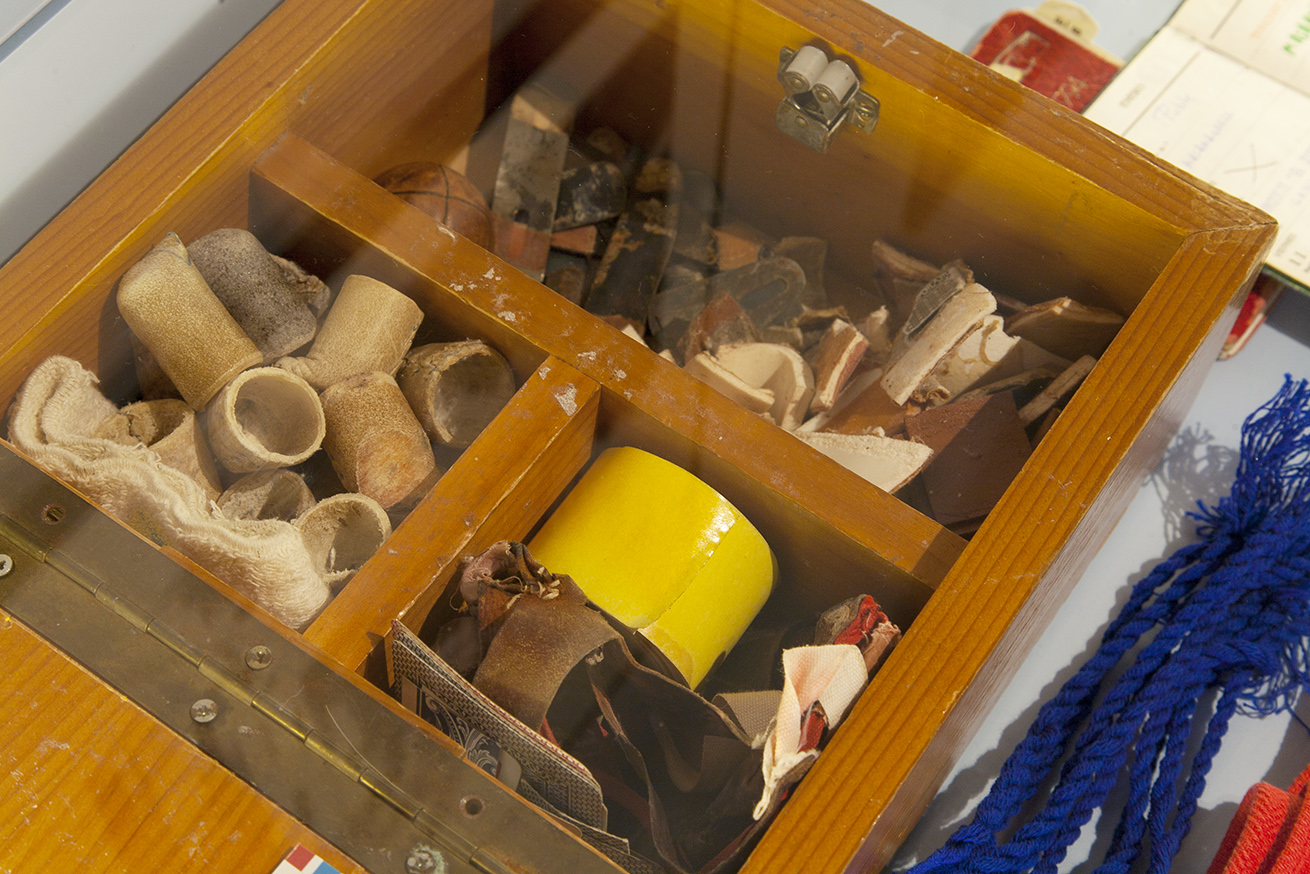
Didals i proteccions de mà. Exposició Faixa roja, faixa blava.

Cada modalitat té una pilota associada, i cada pilota té un tacte diferent. Així, no hi ha una protecció comuna a tots els jugadors i jugadores ni tan sols a cada modalitat. Una mà preparada per jugar a raspall és completament diferent d'una altra disposada a jugar a llargues. A més, dins d'un mateix equip d'escala i corda, per exemple, un punter durà la mà molt més protegida que el mitger, atés que la seua funció és parar la pilota, mentre que el dauer (o escalater), que rep les pilotes amb menys força o de rebot, tindrà menys proteccions per "sentir-la" millor i dirigir-la amb més precisió.
En general, els pilotaris s'arreglen les mans amb tessamoll i esparadrap, les modernes adaptacions de les cartes i les vetes. També és freqüent emprar planxes metàl·liques per les zones més castigades.
- Guant: El guant de pilota valenciana està elaborat amb pell de corder. No protegeix la mà sencera, ni els dits, sinó només aquelles zones que rebran repetidament el cop de la pilota, çò és, els artells i una part del palmell. Està format per dues peces, si fa no fa triangulars, que cobriran la palma i el dors de la mà. De les puntes surten dues vetes amb les quals el jugador es fixarà el guant, cal una certa habilitat per fer-ho, ja que només ho podrà fer amb l'altra mà i amb la boca. Les vetes, després de donar algunes voltes pel canell i el palmell es lligaran al dors de la mà.

- Didal: En la modalitat de raspall, i pels constants cops arran de terra, és primordial protegir-se correctament les ungles i els dits. Per això s'hi col·loquen uns didals de cuiro molt dur.

## Puntuació

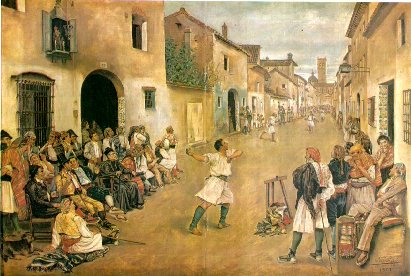
Joc de pilota, de Josep Bru i Albinyana, 1881

Una partida de pilota valenciana, pel que fa a la puntuació, és dividida en un nombre de jocs (o tantos) que depén de la modalitat que es jugue. Aquest sistema de puntuació és la manera més estesa avui en dia, però antigament també es comptava a pujar i baixar, que consistia també a arribar a una xifra determinada, però amb l'afegitó que si l'equip que anava perdent aconseguia un tanto, en lloc de sumar-se'l, l'hi restava a l'equip que anava guanyant. Quan hom aconsegueix un tanto, els equips canvien de camp, és a dir, el rest al traure i viceversa. L'única excepció és la modalitat de Llargues, que té la particularitat de les ratlles.

### Les ratlles
Aquesta manera de fer els quinzes només és usada actualment en les Llargues, tot i que també s'utilitzaven en els trinquets. N'és una pervivència la Pilota grossa al Trinquet de l'Abdet
Les ratlles són línies marcades allí on es para la pilota. Quan el marxador o la persona que du el compte de la partida no fa cap referència a cap ratlla vol dir que cap equip té cap ratlla. Si n'hi ha, el marxador l'anomena després de la puntuació, sense indicar a favor de qui són, car se sobreentén que són a favor del rest, que és l'interessat a assolir el traure. En aconseguir dues ratlles, o en arribar a val i una ratlla, es canvia el traure.
Així, podrem sentir les següents puntuacions abans de canviar de camp:
- A res i 2 ratlles, si no s'ha guanyat cap
- A quinzens i cap, o simplement, a quinzens, si hi ha ratlles.
- Quinze net i 2 ratlles.
- Trenta neta i 2 ratlles.
- Trenta per quinze i 2 ratlles.
- Val i 1 ratlla.

### Els jocs
El sistema de puntuació de cada joc està dividit en quatre moments, anomenats quinzes:
- 15, quinze.
- 30, trenta.
- Val.
- Joc, i se suma el 'tanto'.

Aquestes són les situacions possibles en la puntuació d'un joc:
- Quinze net o Quinze res.
- A quinzens, Iguals a quinze, si hi ha empat a 15.
- Trenta neta, o Trenta per res.
- Trenta per quinze, o 30 i 15.
- A dos, si hi ha empat a 30.
- Val net, o Val per res.
- Val per quinze, o Val i 15.
- Val per trenta, o Val i 30.
- S'anomena Joc sabater quan un equip fa tots els quinzes i el rival cap: Quinze net, Trenta neta, Val net, i el guanya. Per extensió, si una partida acaba sense que un equip aconseguisca cap tanto es diu que ha sigut una partida sabatera.

Per guanyar el joc s'ha de guanyar per 2 o més quinzes, de manera que el rival ha d'estar a 30 com a màxim. En cas d'empat a val ambdós tornen a estar a 30. La que pot ser que siga última pilotada de la partida rep el nom de Val i lo atre, ja que l'equip que es preveu guanyador du val i si aconsegueix el joc, s'emporta també lo atre (la victòria).
- Escala i corda: Cada joc suma 5 tantos, i guanya qui arriba a 60. Tanmateix, existeix el costum de començar la partida iguals a 15.
- Frares: 3 partides a 15 punts cada una.
- Frontó: partida a 41 punts.
- Galotxa: Cada joc suma 5 tantos, i guanya qui arriba a 70.
- Galotxes: Cada joc suma 1 tanto, i guanya qui arriba a 12.
- Llargues: Cada joc suma 1 tanto, i guanya qui arriba a 10.
- Perxa: Cada joc suma 1 tanto, i guanya qui arriba a 10.
- Pilota grossa: Cada joc suma 1 tanto, 5 tantos són un coto. Es juga a 3 cotos.
- Raspall: Cada joc suma 5 tantos, i guanya qui arriba a 25. Existeix el costum de començar la partida iguals a 5.

## Les travesses

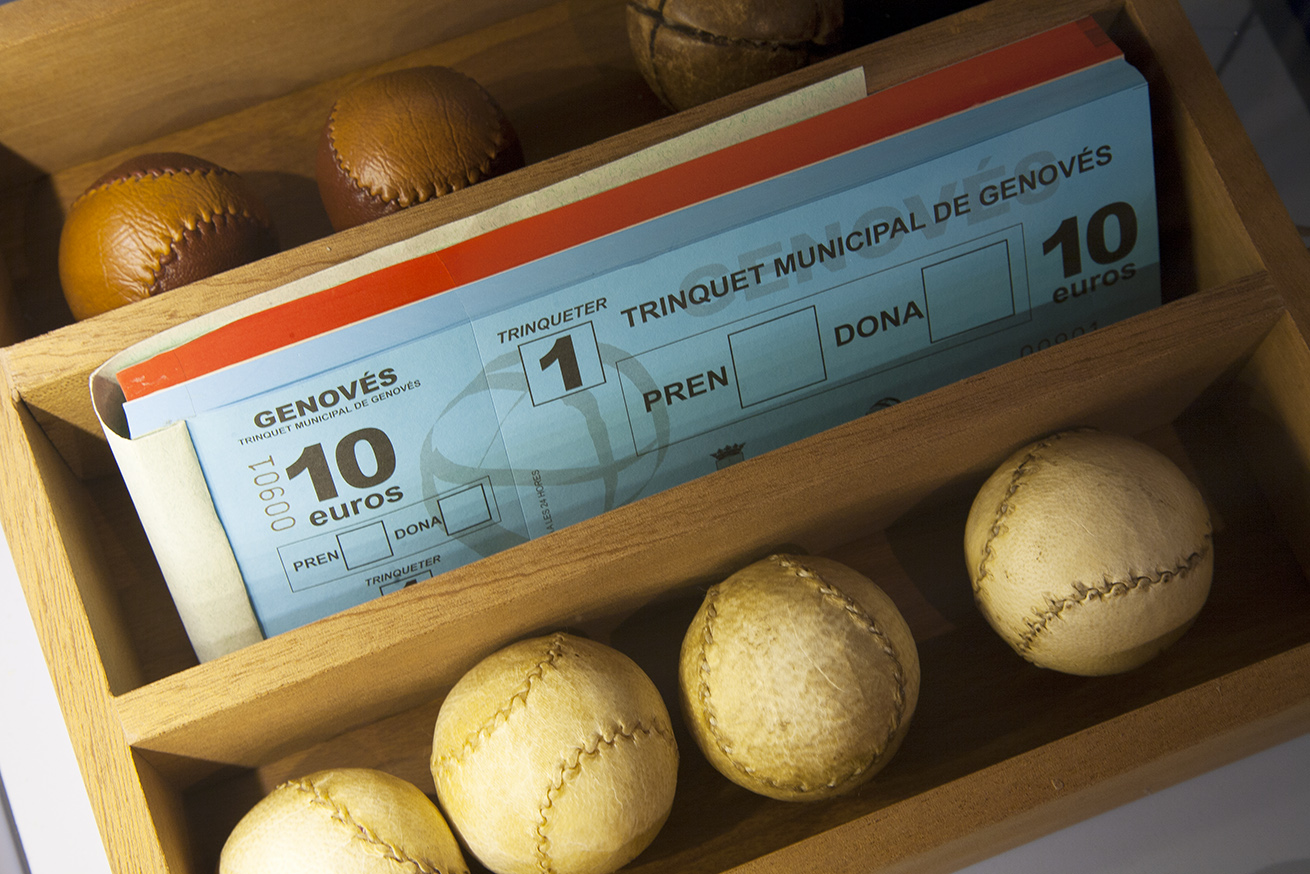
Diverses pilotes a un caixó. Al mig, talons de travessa del Trinquet del Genovés.

La pilota valenciana ha perviscut en gran part gràcies a la juguesca i les travesses que hi anaven relacionades, no és estrany escoltar en acabar la partida els aficionats queixar-se de l'espectacle que han donat els pilotaris perquè aquests no tenien prou incentius per a esforçar-se, és a dir, propines.
El públic, tant als trinquets com al carrer, s'adreça al marxador, qui s'encarrega de casar les travesses, l'espectador li diu postura (la travessa), si el marxador creu que aquesta té trellat l'atén, li dona un rebut i replega els diners, per començar a cantar-la buscant un altre espectador que accepte posar-hi diners en contra.
Aquestes travesses es poden fer al quinze o al joc que immediatament després es disputarà.
- Als rojos (o als blaus) 50 euros!

Tanmateix, és molt més comú escoltar travesses a un resultat determinat de la partida, és a dir, amb quina diferència de tantos ha d'acabar un equip sobre l'altre. En aquest cas el postor, l'espectador que vol fer la travessa, dona una quantitat de tantos a qui vulga apostar en contra seu. Per guanyar els diners el seu equip ha de guanyar la partida amb aquell marge de tantos o més.
Per exemple, en una partida de Raspall (que es juga a 25 tantos):
- "De cinc pels rojos!"

Vol dir que el travessador creu que l'equip vestit de roig guanyarà la partida 25-15 o millor. O, cosa que és el mateix, que els blaus no arribaran a fer 20.
O en una partida d'Escala i corda (a 60 tantos):
- De deu pels blaus!

Vol dir que guanyarien els blaus 60-45.

## Pilotaris
Jugadors de pilota que han marcat època:

### En actiu
- Jan
- Martines
- Màlia
- Genovés II

### Retirats
| - Eusebio - Fredi - Genovés I - Juliet d'Alginet - El Nel de Murla - Álvaro |  | - Quart - Rovellet - Sarasol I - Xiquet de Llanera - Xiquet de Simat - Sarasol II |

Vegeu una llista més extensa a Llista de pilotaris valencians, on hi ha també els pilotaris professionals de l'empresa ValNet.

## Competicions
Per consultar un resum anual, vegeu Temporades de pilota valenciana.

### competicions famoses
Escala i Corda
- Trofeu Individual Bancaixa
  - Trofeu Individual Bancaixa de 2009
- Circuit Bancaixa
  - Circuit Bancaixa 09/10
- Copa Diputació
- Trofeu Vidal

Raspall
- Campionat per Equips de Raspall
  - Campionat per equips de raspall de 2010
- Campionat Individual de Raspall
  - Campionat Individual de Raspall de 2009

### Afeccionats
Frontó
- Campionat Autonòmic de Frontó Individual
- Campionat Autonòmic de Frontó per Parelles

Galotxa
- Campionat Autonòmic Interpobles
- Copa Generalitat de Galotxa
- Supercopa de Galotxa
- Trofeu el Corte Inglés

Llargues
- Lliga a Llargues d'Alacant
- Lliga a Palma

Perxa
- Lliga a Perxa

Raspall
- Campionat Autonòmic de Raspall al carrer
- Campionat Autonòmic de Raspall en trinquet

## Projecció internacional

### Joc internacional
Si bé és cert que moltes modalitats de la pilota valenciana són autòctones i úniques, també és cert que forma part d'un conjunt d'esports d'un origen comú. Ha sigut recentment, amb la (re)trobada d'aquests jocs de pilota que ha sorgit la iniciativa d'enfrontar els millors esportistes en l'anomenat Joc internacional, una modalitat molt semblant a les llargues que posa en comú els diferents jocs de pilota practicats arreu d'Europa i Amèrica.
Aquesta modalitat inventada per la Federació de Pilota Valenciana (integrada en la Confederació Internacional de Joc de Pilota), és l'excusa per jugar anualment (des del 1993) els Campionats Internacionals de Pilota.

### Frontó Internacional
Paral·lelament al Joc Internacional, també existeix una versió internacional del Frontó. També és conegut com a One Wall Ball.

### Pilota basca

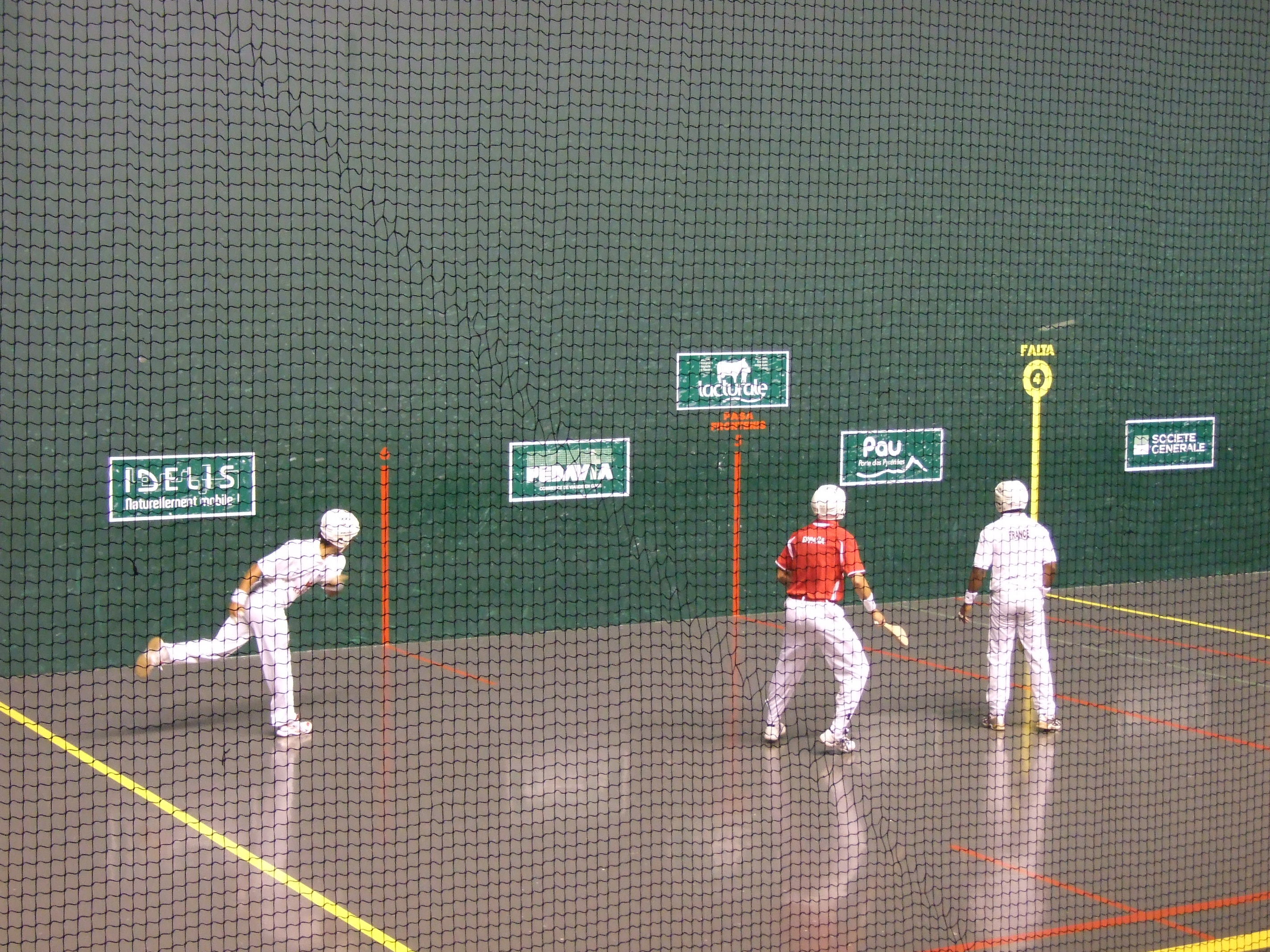
Partida internacional de paleta cuero.

Antigament, les modalitats de Pilota basca preferides al País Basc eren el "bote luzea", el "mahi jokoa" i el laxoa. Les dues primeres ja han desaparegut, mentre que l'última encara es practica a la vall de Baztan i al País Basc francés. Per les descripcions que es conserven eren del tot idèntiques a les Llargues valencianes, però amb una pilota de major pes i volum.
A mitjan segle xix, però, el pilotari "Chiquito de Eibar" popularitzà l'estil indirecte, l'anomenat "ble", és a dir, jugar a pilota contra la paret, del qual l'actual frontó basc n'és l'evolució autòctona.
Una mostra de la compatibilitat entre el joc "a la larga" i les Llargues és que hi havia jugadors professionals que es guanyaven un bon sou amb les apostes per les partides contra els millors aficionats de cada poble que visitaven, és el cas de l'aragonés Lagasa i el valencià Amigó, qui varen fer un bon grapat de desafiaments victoriosos en terres navarreses (setembre de 1680 a Pamplona).
L'octubre de 2006, per primer cop, un equip juvenil navarrés jugà a Llargues contra un de valencià en el Dia de la Pilota celebrat a València. Tanmateix, actualment, els contactes entre els dos esports es veuen limitats al frontó, monopolístic pels bascos i minoritari pels valencians. De vegades s'organitzen partides d'exhibició, com l'Open Ciutat de València, amb unes regles particulars (la llargària de la canxa, per exemple), i una pilota d'un pes i diàmetres intermedis entre les habituals per cada modalitat.

### Jocs Olímpics de Barcelona
La pilota valenciana va ser un dels esports d'exhibició a les Olimpíades culturals celebrades, amb partides de galotxa, llargues i raspall arreu de l'Estat, amb motiu dels Jocs olímpics de Barcelona el 1992.

## La pilota valenciana en l'art

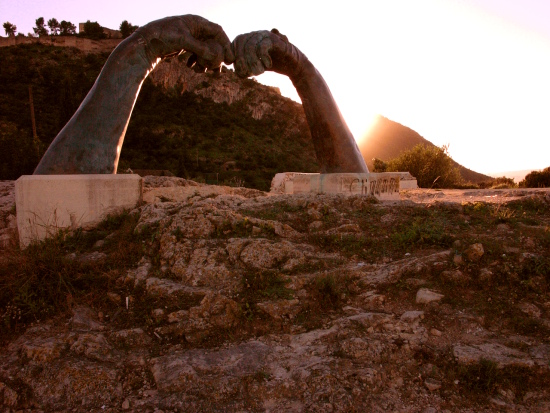
Mirador del Bellveret de Xàtiva. Obra de Manuel Boix

L'any 1992 l'artista valencià Manuel Boix exposà uns gravats en aiguafort i escultures amb motius de la pilota valenciana sota el títol d'El punt dins el moviment.